# Esgrima als Jocs Olímpics d'estiu de 1924 - floret per equips masculí
La competició de floret per equips masculí va ser una de les sis proves del programa d'esgrima que es van disputar als Jocs Olímpics de París de 1924. La prova es va disputar entre el 27 i el 30 de juny de 1924, amb la participació de 67 tiradors procedents de 12 nacions diferents.

## Medallistes
| Or | Plata | Bronze                                                                                           |
| FrançaLucien Gaudin · Philippe Cattiau · Jacques Coutrot · Roger Ducret · Henri Jobier · André Labattut · Guy De Luget · Josef Peroteaux | BèlgicaDésiré Beaurain · Charles Crahay · Orphile De Montigny · Maurice Van Damme · Marcel L. Berre · Albert De Roocker | HongriaLaszlo Berti · Sandor Posta · Zoltan Schenker · Ödön Tersztyanszky · Istvan Lichteneckert |

## Resultats

### Primera eliminatòria
Els dos primers de cada grup passen a quarts de final.
| Pos. | Nació          | Atleta | Nota           |
| ---- | -------------- | --- | -------------- |
| 1    | Itàlia         | Giorgio Chiavacci, Oreste Puliti, Aldo Boni, Luigi Cuomo, Valentino Argento, Dante Carniel, Giulio Gaudini, Giorgio Pessina | Passa de ronda |
| 1    | Regne Unit     | Edgar Seligman, Robert Montgomerie, Geoffrey Doyne, Roland Willoughby, Frederick Sherriff                                   | Passa de ronda |
| 3    | Txecoslovàquia | | DNS            |

| Pos. | Nació   | Tirador | Victòries | VI | DI | Rival | Rival | Rival                           | Rival |
| Pos. | Nació   | Tirador | Victòries | VI | DI | FRA   | HUN   | Spain (1785-1873 and 1875-1931) |       |
| ---- | ------- | --- | --------- | -- | -- | ----- | ----- | ------------------------------- | ----- |
| 1    | França  | Lucien Gaudin, Philippe Cattiau, André Labatut, Roger Ducret, Henri Jobier, Jacques Coutrot, Guy de Luget, Joseph Peroteaux, | 1         | 12 | 4  | X     | ND    | 12-4                            |       |
| 2    | Hongria | Ödön von Tersztyánszky, Zoltán Schenker, Sándor Pósta, István Lichteneckert, László Berti                                    | 1         | 9  | 8  | ND    | X     | 9-8                             |       |
| 3    | Espanya | Juan Delgado, Domingo García, Diego Díez, Félix de Pomés, Santiago García                                                    | 0         | 12 | 21 | 4-12  | 8-9   | X                               |       |

| Pos. | Nació         | Tirador                                                                               | Victòries | VI | DI | Rival | Rival | Rival | Rival |
| Pos. | Nació         | Tirador                                                                               | Victòries | VI | DI | ARG   | USA   | NLD   |       |
| ---- | ------------- | ------------------------------------------------------------------------------------- | --------- | -- | -- | ----- | ----- | ----- | ----- |
| 1    | Argentina     | Horacio Casco, Roberto Larraz, Luis Lucchetti, Ángel Santamarina                      | 1         | 12 | 4  | X     | ND    | 12-4  |       |
| 2    | Estats Units  | George Calnan, Philip Allison, Alfred Walker, George Breed, Burke Boyce, Thomas Jeter | 1         | 10 | 6  | ND    | X     | 10-6  |       |
| 3    | Països Baixos | Arie de Jong, Paul Kunze, Félix Vigeveno, Henri Wijnoldy-Daniëls, Nicolaas Nederpeld  | 0         | 10 | 22 | 4-12  | 6-10  | X     |       |

| Pos. | Nació   | Atleta                                                                                                   | Nota           |
| ---- | ------- | --- | -------------- |
| 1    | Àustria | Richard Brünner, Ernst Huber, Kurt Ettinger, Alois Gottfried, Hugo Philipp                               | Passa de ronda |
| 1    | Bèlgica | Maurice Van Damme, Fernand de Montigny, Albert De Roocker, Désiré Beaurain, Marcel Berré, Charles Crahay | Passa de ronda |
| -    | Uruguai | | DNS            |

| Pos. | Nació     | Atleta                                                                                                 | Nota           |
| ---- | --------- | --- | -------------- |
| 1    | Dinamarca | Ivan Osiier, Svend Aage Munck, Erik Sjøqvist, Jens Berthelsen                                          | Passa de ronda |
| 1    | Suïssa    | Frédéric Fitting, Eugène Empeyta, Constantin Antoniades, Édouard Fitting, John Albaret, Charles Rochat | Passa de ronda |
| -    | Cuba      | | DNS            |

### Quarts de final
Els dos primers de cada grup passen a semifinals.
| Pos. | Nació   | Tirador | Victòries | VI | DI | Rival  | Rival | Rival | Rival |
| Pos. | Nació   | Tirador | Victòries | VI | DI | Itàlia | HUN   | CHE   | AUT   |
| ---- | ------- | --- | --------- | -- | -- | ------ | ----- | ----- | ----- |
| 1    | Itàlia  | Giorgio Chiavacci, Oreste Puliti, Aldo Boni, Luigi Cuomo, Valentino Argento, Dante Carniel, Giulio Gaudini, Giorgio Pessina | 3         | 41 | 7  | X      | 16-0  | 12-4  | 13-3  |
| 2    | Hongria | Ödön von Tersztyánszky, Zoltán Schenker, Sándor Pósta, István Lichteneckert, László Berti                                   | 2         | 22 | 26 | 0-16   | X     | 9-7   | 13-3  |
| 3    | Suïssa  | Frédéric Fitting, Eugène Empeyta, Constantin Antoniades, Édouard Fitting, John Albaret, Charles Rochat                      | 1         | 21 | 27 | 4-12   | 7-9   | X     | 10-6  |
| 4    | Àustria | Richard Brünner, Ernst Huber, Kurt Ettinger, Alois Gottfried, Hugo Philipp                                                  | 0         | 12 | 36 | 3-13   | 3-13  | 6-10  | X     |

| Pos. | Nació        | Tirador | Victòries | VI | DI | Rival | Rival | Rival | Rival |
| Pos. | Nació        | Tirador | Victòries | VI | DI | FRA   | DNK   | USA   |       |
| ---- | ------------ | --- | --------- | -- | -- | ----- | ----- | ----- | ----- |
| 1    | França       | Lucien Gaudin, Philippe Cattiau, André Labatut, Roger Ducret, Henri Jobier, Jacques Coutrot, Guy de Luget, Joseph Peroteaux, | 2         | 27 | 5  | X     | 14-2  | 13-3  |       |
| 2    | Dinamarca    | Ivan Osiier, Svend Aage Munck, Erik Sjøqvist, Jens Berthelsen                                                                | 1         | 11 | 21 | 2-14  | X     | 9-7   |       |
| 3    | Estats Units | George Calnan, Philip Allison, Alfred Walker, George Breed, Burke Boyce, Thomas Jeter                                        | 0         | 10 | 22 | 3-13  | 7-9   | X     |       |

| Pos. | Nació      | Tirador                                                                                                  | Victòries | VI | DI | Rival       | Rival       | Rival       | Rival |
| Pos. | Nació      | Tirador                                                                                                  | Victòries | VI | DI | BEL         | ARG         | GBR         |       |
| ---- | ---------- | --- | --------- | -- | -- | ----------- | ----------- | ----------- | ----- |
| 1    | Bèlgica    | Maurice Van Damme, Fernand de Montigny, Albert De Roocker, Désiré Beaurain, Marcel Berré, Charles Crahay | 2         | 20 | 12 | X           | 8-8 (68-53) | 12-4        |       |
| 2    | Argentina  | Horacio Casco, Roberto Larraz, Luis Lucchetti, Ángel Santamarina                                         | 1         | 16 | 16 | 8-8 (53-68) | X           | 8-8 (61-56) |       |
| 3    | Regne Unit | Edgar Seligman, Robert Montgomerie, Geoffrey Doyne, Roland Willoughby, Frederick Sherriff                | 0         | 12 | 20 | 4-12        | 8-8 (56-61) | X           |       |

### Semifinals
Els dos primers de cada grup passen a la final.
| Pos. | Nació     | Tirador | Victòries | VI | DI | Rival  | Rival | Rival | Rival |
| Pos. | Nació     | Tirador | Victòries | VI | DI | Itàlia | BEL   | DNK   |       |
| ---- | --------- | --- | --------- | -- | -- | ------ | ----- | ----- | ----- |
| 1    | Itàlia    | Giorgio Chiavacci, Oreste Puliti, Aldo Boni, Luigi Cuomo, Valentino Argento, Dante Carniel, Giulio Gaudini, Giorgio Pessina | 1         | 12 | 4  | X      | ND    | 12-4  |       |
| 2    | Bèlgica   | Maurice Van Damme, Fernand de Montigny, Albert De Roocker, Désiré Beaurain, Marcel Berré, Charles Crahay                    | 1         | 9  | 7  | ND     | X     | 9-7   |       |
| 3    | Dinamarca | Ivan Osiier, Svend Aage Munck, Erik Sjøqvist, Jens Berthelsen                                                               | 0         | 11 | 21 | 4-12   | 7-9   | X     |       |

| Pos. | Nació     | Tirador | Victòries | VI | DI | Rival | Rival       | Rival       | Rival |
| Pos. | Nació     | Tirador | Victòries | VI | DI | FRA   | HUN         | ARG         |       |
| ---- | --------- | --- | --------- | -- | -- | ----- | ----------- | ----------- | ----- |
| 1    | França    | Lucien Gaudin, Philippe Cattiau, André Labatut, Roger Ducret, Henri Jobier, Jacques Coutrot, Guy de Luget, Joseph Peroteaux, | 2         | 27 | 7  | X     | 14-4        | 13-3        |       |
| 2    | Hongria   | Ödön von Tersztyánszky, Zoltán Schenker, Sándor Pósta, István Lichteneckert, László Berti                                    | 1         | 12 | 22 | 4-14  | X           | 8-8 (58-57) |       |
| 3    | Argentina | Horacio Casco, Roberto Larraz, Luis Lucchetti, Ángel Santamarina                                                             | 0         | 11 | 21 | 3-13  | 8-8 (57-58) | X           |       |

### Final
| Pos. | Nació   | Tirador | Victòries | VI | DI | Rival | Rival   | Rival   | Rival   |
| Pos. | Nació   | Tirador | Victòries | VI | DI | FRA   | BEL     | HUN     | Itàlia  |
| ---- | ------- | --- | --------- | -- | -- | ----- | ------- | ------- | ------- |
| 1    | França  | Lucien Gaudin, Philippe Cattiau, André Labatut, Roger Ducret, Henri Jobier, Jacques Coutrot, Guy de Luget, Joseph Peroteaux, | 3         | 31 | 6  | X     | 13-3    | 14-2    | 4-1     |
| 2}   | Bèlgica | Maurice Van Damme, Fernand de Montigny, Albert De Roocker, Désiré Beaurain, Marcel Berré, Charles Crahay                     | 2         | 12 | 20 | 3-13  | X       | 9-7     | Forfait |
| 3    | Hongria | Ödön von Tersztyánszky, Zoltán Schenker, Sándor Pósta, István Lichteneckert, László Berti                                    | 1         | 9  | 23 | 2-14  | 7-9     | X       | Forfait |
| 4    | Itàlia  | Giorgio Chiavacci, Oreste Puliti, Aldo Boni, Luigi Cuomo, Valentino Argento, Dante Carniel, Giulio Gaudini, Giorgio Pessina  | 0         | 1  | 4  | 1-4   | Forfait | Forfait | X       |